# Book of Demons
Book of Demons – gra komputerowa z gatunku hack and slash z elementami fabularnymi stworzona przez polskie studio Thing Trunk. Od 2016 roku gra znajdowała się w fazie wczesnego dostępu, a wydana została 13 grudnia 2018 roku. Gra obecnie dostępna jest na platformie cyfrowej dystrybucji gier Steam. Gra ukazała się na komputery z system Microsoft Windows oraz Mac OS, jednak twórcy gry planują wydać ją także na platformę Xbox One.
Book of Demons jest pierwszym tytułem z serii Return 2 Games i tak jak cała seria, charakteryzuje się nietypowym stylem graficznym – wszystkie elementy (zaczynając od interfejsu, a kończąc na przeciwnikach) stylizowane są na papierowe wycinanki.

## Świat gry i historia
Świat gry nawiązuje do gier komputerowych z gatunku hack and slash. Jej akcja rozgrywa się w Papierowersum, a dokładniej w podziemiach katedry i w pobliskim miasteczku o nazwie The Town. Głęboko w czeluściach pod katedrą pojawiło się ucieleśnienie zła, które zagraża życiu okolicznych mieszkańców. Mieszkańcy liczą na pomoc przybyłego do miasteczka bohatera, w którego rolę wciela się gracz i który to podejmuje krucjatę przeciwko złu.
W podziemiach gracz napotyka większość stworzeń typowych dla gier typu dark fantasy – duchy, pająki, ludzie-kozy, demony, szkielety, zombie oraz gargulce. W mieście natomiast gracz może wejść w interakcję z czwórką ludzi – Mędrcem, Wieszczką, Barmanką oraz Uzdrowicielem, którzy poprzez rozmowy z graczem budują historię gry. Mieszkańcy The Town świadczą różnorakie usługi:
- mędrzec – identyfikuje znalezione karty oraz prowadzi bestiariusz.
- wieszczka – ulepsza znalezione karty, „ładuje” karty i łączy karty runiczne służące do ulepszeń.
- barmanka – zajmuje się ważeniem znalezionych w podziemiach składników i wręcza za nie nagrody.
- uzdrowiciel – leczy gracza i ładuje Śmiertelny Szał postaci.

### Klasy postaci
W grze gracz może się wcielić w trzy postacie o odmiennej specyfice
- wojownik – postać w głównej mierze defensywna walcząca w zwarciu
- mag – postać zasięgowa, skupiona na używaniu many
- łotrzyca – postać walcząca z dystansu i częściowo w zwarciu, skupiona na używaniu strzał

## Historia rozwoju gry
Prace nad grą rozpoczęto wraz ze stworzeniem firmy Thing Trunk – początkowo w projekcie brali udział tylko założyciele firmy, wcześniejsi współtwórcy firm takich jak Codeminion i Twin Bottles. W założeniu Book of Demons (podobnie jak inne gry z serii Return 2 Games) jest humorystycznym hołdem dla gier swojego gatunku – w tym przypadku hack and slash. Gra powstaje na autorskim silniku 2D (z możliwością tworzenia elementów 3D) o nazwie CUG. W drugiej połowie 2016 roku projekt wszedł w fazę wczesnego dostępu, a pod koniec tego roku gracze otrzymali dostęp do pierwszej wersji demo gry. Zespół Thing Trunk został wkrótce powiększony i z początkiem roku 2018 współpracowało nad grą 7 osób.

## Odbiór gry
Podczas fazy wczesnego dostępu Book of Demons krytycy odnosili się do gry ostrożnie, wstrzymując się z recenzjami do daty wydania – pojawiło się wtedy już jednak kilka opinii – Rafał Kurpiewski z serwisu Polygamia.pl oraz Szymon Liebert z TVGry pochwalili grę za zastosowaną w niej oryginalną mechanikę (np. system kart, system poruszania się po wytyczonej ścieżce), równocześnie zwracając uwagę na dużą zbieżność historii gier Book of Demons i Diablo. Mateusz Zdanowicz z serwisu Eurogamer.pl stwierdził natomiast, że gra nie jest zbyt skomplikowana w jego ocenie.
Po wydaniu gry gracze pozostali pozytywnie nastawieni i na wrzesień 2019 roku 92% recenzji Book of Demons jest pozytywna.

### Nagrody i nominacje
Gra została nominowana do Central & Eastern European Game Awards w kategoriach najlepsza gra i najlepszy projekt graficzny, wygrywając w tej ostatniej kategorii.